# 아쿠이역
아쿠이역(일본어: 鮎喰駅)은 일본 도쿠시마현 도쿠시마시에 위치한 시코쿠 여객철도 도쿠시마 선의 철도역이다. 역 번호는 B03이며, 단선 승강장 1면 1선의 구조를 갖춘 지상역이다.

## 이용 현황
| 연도     | 하루 평균 | 연도     | 하루 평균 |
| 1995년도 | 82        | 2003년도 | 166       |
| 1996년도 | 98        | 2004년도 | 170       |
| 1997년도 | 158       | 2005년도 | 158       |
| 1998년도 | 180       | 2006년도 | 164       |
| 1999년도 | 176       | 2007년도 | 178       |
| 2000년도 | 168       | 2008년도 | 167       |
| 2001년도 | 171       | 2009년도 | 161       |
| 2002년도 | 161       | 2010년도 | 168       |
| -------- | --------- | -------- | --------- |

## 역 주변
- 도쿠시마 현 적십자 혈액센터

## 역사
- 1934년 9월 20일 : 개업.
- 1941년 8월 10일 : 영업정지.
- 1986년 11월 1일 : 임시 승강장으로서 재개업. 1934년의 개업 때는, 지금보다 서쪽의 아쿠이 정에 역은 있었다. 지금의 소재지에는 쇼 정에서 재개업 때였지만, 역명은 당시의 것이었다.
- 1987년 4월 1일 : 일본국유철도 분할 민영화에 의해, 시코쿠 여객철도가 승계.

## 인접 역
| 시코쿠 여객철도         | 시코쿠 여객철도 | 시코쿠 여객철도     |
| ----------------------- | --------------- | ------------------- |
| B 02 구라모토 사코 방면 | 도쿠시마 선     | 고 B 04 쓰쿠다 방면 |